# 砂漠惑星

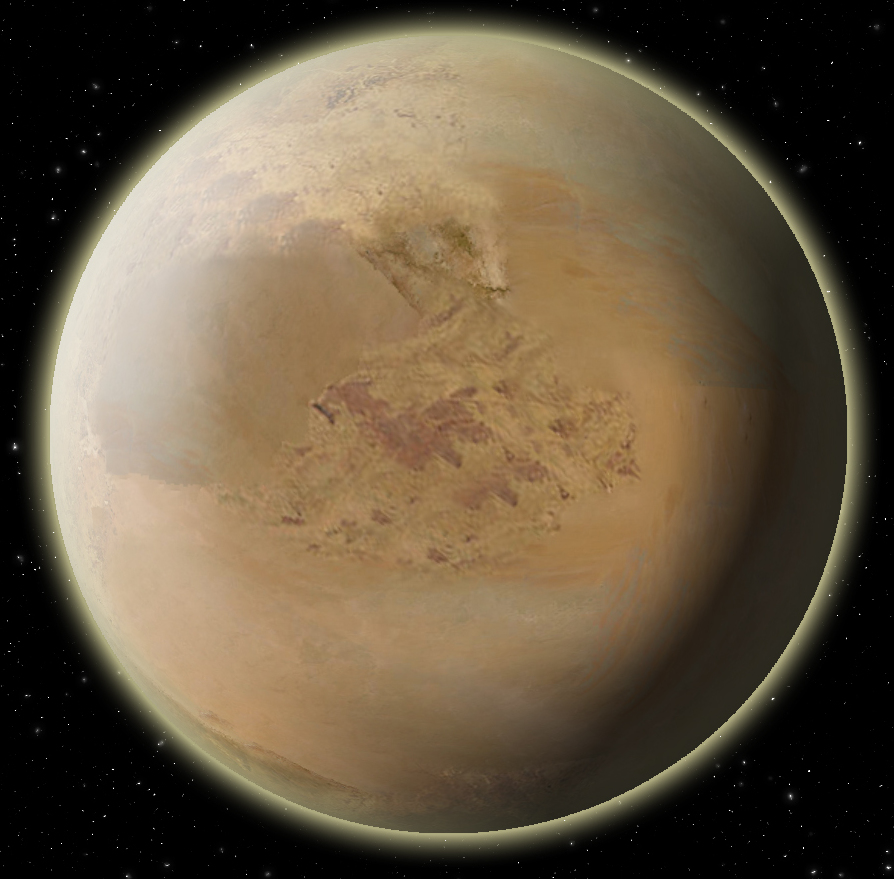
砂漠惑星の想像図

砂漠惑星 (Desert planet, Dry planet) は、仮説上の惑星の種類である。地球上の暑い砂漠の環境が全面に広がっていると考えられ、このコンセプトはSFで、たとえば1956年の映画『禁断の惑星』やフランク・ハーバートの小説『デューン』、映画「スター・ウォーズシリーズ」に登場する惑星タトゥイーン、 ジオノーシス、 ジャクーなどに取り入れられている。

## ハビタビリティ
2011年度の研究によると、生命が存在可能なだけではなく、むしろ地球のような惑星よりも一般的である可能性が高いと考えられている。この研究モデルでは、地球のような惑星よりも砂漠惑星のほうが広いハビタブルゾーンがあることを示している。
また、同じ研究では金星が10億年前に砂漠惑星であったという可能性も示唆している。将来的には地球も、太陽の活発化により砂漠惑星になるだろうといわれている。
2013年に行われた研究調査では、暴走温室効果の無い温暖な砂漠惑星は、太陽のような恒星から0.5AU付近に存在すると結論付けられている。 同時に、大気中から二酸化炭素を削ぎ落とすために最低でも1％ほど湿度が必要だが、逆に湿度が高すぎるとそれ自体が温室効果ガスになる可能性も示した。 また、大気圧が高ければ高いほど水が液体でいられる幅も広くなる。